# Falam
Falam er en by i Chin, beliggende i det nordvestlige Burma nær grænsen til Mizoram i Indien. 
Chin blev grundlagt af briterne i 1892 og blev et vigtigt område for den britiske regering. På daværende tidspunkt var Falam hovedstad i Chin. Senere blev administrationen flyttet til den nuværende hovedstad Hakha. 
Falam er hovedkvarter for flere vigtige organisationer, for eksempel The Zomi Baptist Convention (ZBC).
22°54′49″N 93°40′40″Ø / 22.9136°N 93.6778°Ø